# Contarinia oregonensis
Contarinia oregonensis är en tvåvingeart som beskrevs av Foote 1956. Contarinia oregonensis ingår i släktet Contarinia och familjen gallmyggor. Inga underarter finns listade i Catalogue of Life.